# Daly City (Kalifornia)
Daly City város az USA Kalifornia államában, San Mateo megyében. Lakosainak száma 104 901 fő (2020).

## Népesség
A település népességének változása:

| 2010 | 101 123 |
| 2020 | 104 901 |